# Agrotis jeanninae
Agrotis jeanninae är en fjärilsart som beskrevs av Claude Dufay 1977. Agrotis jeanninae ingår i släktet Agrotis och familjen nattflyn. Inga underarter finns listade i Catalogue of Life.